# 西門·伯恩斯

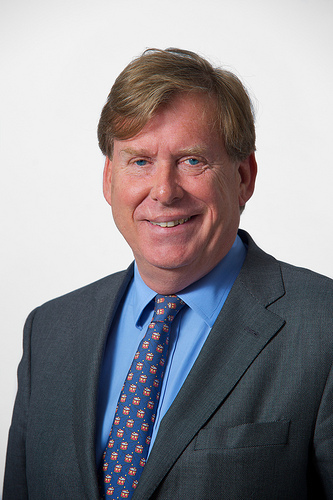

西門·伯恩斯（英語：Simon Burns，1952年9月6日—）是一位英格蘭政治人物，他的黨籍是保守黨。1987年至2010年擔任西切姆斯福德選區英國下議院議員，自2010年開始，他改任任切姆斯福德選區議員，曾擔任英國交通國務大臣。2017年卸任議員職務。